# Fäderneslandets förtjänstorden

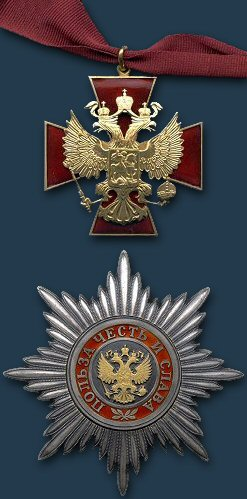
Fäderneslandets förtjänstorden.

Fäderneslandets förtjänstorden (ryska: Орден «За заслуги перед Отечеством»,  Za zaslugi pered otetjestvom), är en rysk orden instiftad den 2 mars 1994 genom presidentdekret nummer 442. Fram till återupprättandet av Andreasorden 1998 var orden den högsta i den ryska federationen. Stadgan för orden ändrades den 6 januari 1991 av presidentdekret nummer 19 och igen den 7 september 2010 av presidentdekret nummer 1099.

## Släpspännen
- 1. klass
- 2. klass
- 3. klass
- 4. klass

## Fäderneslandets förtjänstordens medalj

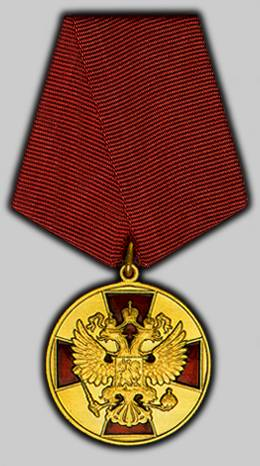
1. klass, civil utmärkelse.
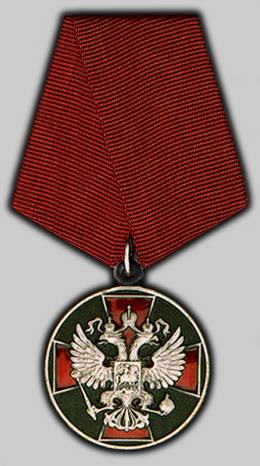
2. klass, civil utmärkelse.
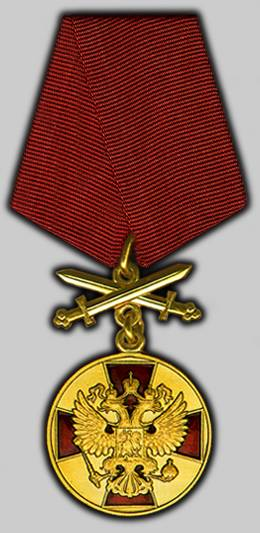
1. klass, militär utmärkelse.
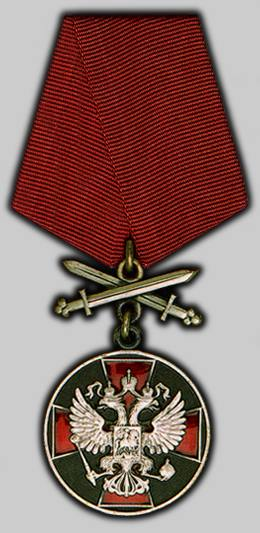
2. klass, militär utmärkelse.